# توب غير (مسلسل أمريكي)
توب جير (بالإنجليزية: (Top Gear (U.S. TV)‏هو برنامج سباق سيارات مبني على سلسلة بنفس الاسم بأصل بريطاني، تقديم سائق السيارات المحترف تنر فوست، والممثل الكوميدي ادم فيريرا، ومحلل السيارات رتدلج وود، كما في النسخة البريطانية فإن النسخة الأمريكية تحتوي على سائقها ذ ستيغ، سائقي السيارات الغير معروف، ويتم استضافة مشهور عالمي كل اسبوع، تم عرض أول حلقة في 28 نوفمبر من عام 2011  على قناة بي بي سي هيستوري، في مايو 2012 تم إعادة إنتاج سلسلة جديدة مكونة من 16 حلقة.

## نبذة عن البرنامج
السلسلة مبنية على السلسلة البريطانية، توب غير بثلاث مذيعين مع سائق مجهول لأختبار السيارات، وباستضافة مشهور كل اسبوع ليقوموا معهم بمقابلة وتجربة قيادة سيارة على حلبة اختبار.
لقد ركز معدين البرنامج على السيارات الأمريكية لترويج لها واختبارها وذلك مما حقق نجاخ السلسلة في الإصدار الثالث لها، فلم يعد البرنامج يجري مقابلات أو يعد التقارير عنها.

## أسرع الأوقات
تتضمن البرنامج بتسجيل مجموعة من الأوقات سواء كانت أسرع السيارات الحديثة أم اسرع جولات المشاهير.

### أسرع أوقات السيارات
| المركز | اسم السيارة                  | الوقت   |
| ------ | ---------------------------- | ------- |
| 1      | اريل اتوم                    | 1.18.06 |
| 2      | فورد فيستا رالي كوست         | 1.19.05 |
| 3      | دودج فايبر اس ار تي          | 1.20.00 |
| 4      | شفروليه كورفيت زيد ار 1      | 1.22.04 |
| 5      | ليكسس ال اف ايه              | 1.22.06 |
| 6      | لامبرغيني جولارادو ال بي 570 | 1.22.08 |
| 7      | فراري 458                    | 1.23.3  |
| 8      | لامبرجيني لارغياج            | 1.23.4  |
| 9      | بورش بانيمرا                 | 1.25.3  |
| 10     | لامبرجيني جلارادو ال بي 550  | 1.26.09 |

### أسرع أوقات المشاهير
| المرتبة | الاسم           | الوقت  |
| ------- | --------------- | ------ |
| 01      | ستيفن موير      | 1.39.3 |
| 02      | باتريك واربورتن | 1.40.8 |
| 03      | ارلن تور        | 1.42.4 |
| 04      | توني هوك        | 1.43.2 |
| 05      | كيد روك         | 1.43.9 |
| 06      | تيم الن         | 1.44.0 |
| 07      | جون هيورتس      | 1.44.3 |
| 08      | بيل انجيفال     | 1.44.3 |
| 09      | بيل مايكل       | 1.44.4 |
| 10      | دومانيك مانهان  | 1.45.3 |

## وصلات خارجية
- توب غير على موقع IMDb (الإنجليزية)
- توب غير على موقع ميتاكريتيك (الإنجليزية)
- توب غير على موقع كينوبويسك (الروسية)
- توب غير على موقع قاعدة بيانات الفيلم (الإنجليزية)